# Rubus mercieri
Rubus mercieri är en rosväxtart som beskrevs av Léon Gaston Genevier. Rubus mercieri ingår i släktet rubusar, och familjen rosväxter.

## Underarter
Arten delas in i följande underarter:
- R. m. schumensis
- R. m. typicus
- R. m. frondoso-apricus
- R. m. frondoso-umbrosus